# Pagamea coriacea
Pagamea coriacea är en måreväxtart som beskrevs av Richard Spruce och George Bentham. Pagamea coriacea ingår i släktet Pagamea och familjen måreväxter. Inga underarter finns listade i Catalogue of Life.